# Pawieleckaja (stacja metra na linii Zamoskworieckaja)
Pawieleckaja (ros. Павелецкая) – stacja linii Zamoskworieckiej metra moskiewskiego, otwarta 20 listopada 1943 roku.
Stacja jest połączona ze stacją o tej samej nazwie na linii Kolcewej.